# Болгаро-словенские отношения
Болгаро-словенские отношения — двусторонние дипломатические отношения между Болгарией и Словенией. Отношения были установлены 18 августа 1992 года.

## История отношений
Дипломатические отношения между Болгарией и Словенией были установлены 18 августа 1992 года. Посольство Болгарии в Любляне было открыто в 1993 году. Словения открыла свое посольство в Софии 24 октября 2018 года.

## Торговля
Более подробно про торговлю можно посмотреть тут
В 2001 году торговля между странами составила 63,2 млн долларов США и был сбалансирован словенским экспортом в размере 32,3 млн долларов США и импортом из Болгарии в размере 31 млн долларов США. В рамках CEFTA существуют многочисленные возможности для расширения экономического сотрудничества Словении и Болгарии.
В 2022 году Словения экспортировала в Болгарию товаров на 374 млн евро и импортировала товаров на 268 млн евро. В целом торговля товарами в 2022 году достигла 642 млн евро. Таким образом, в прошлом году Болгария заняла 27-е место среди самых важных торговых партнеров Словении с точки зрения торговли.

## Дипломатические миссии
- У Болгарии есть посольство в Любляне[4]
- У Словении  есть посольство в Софии[5]